# Risto Jarva-priset

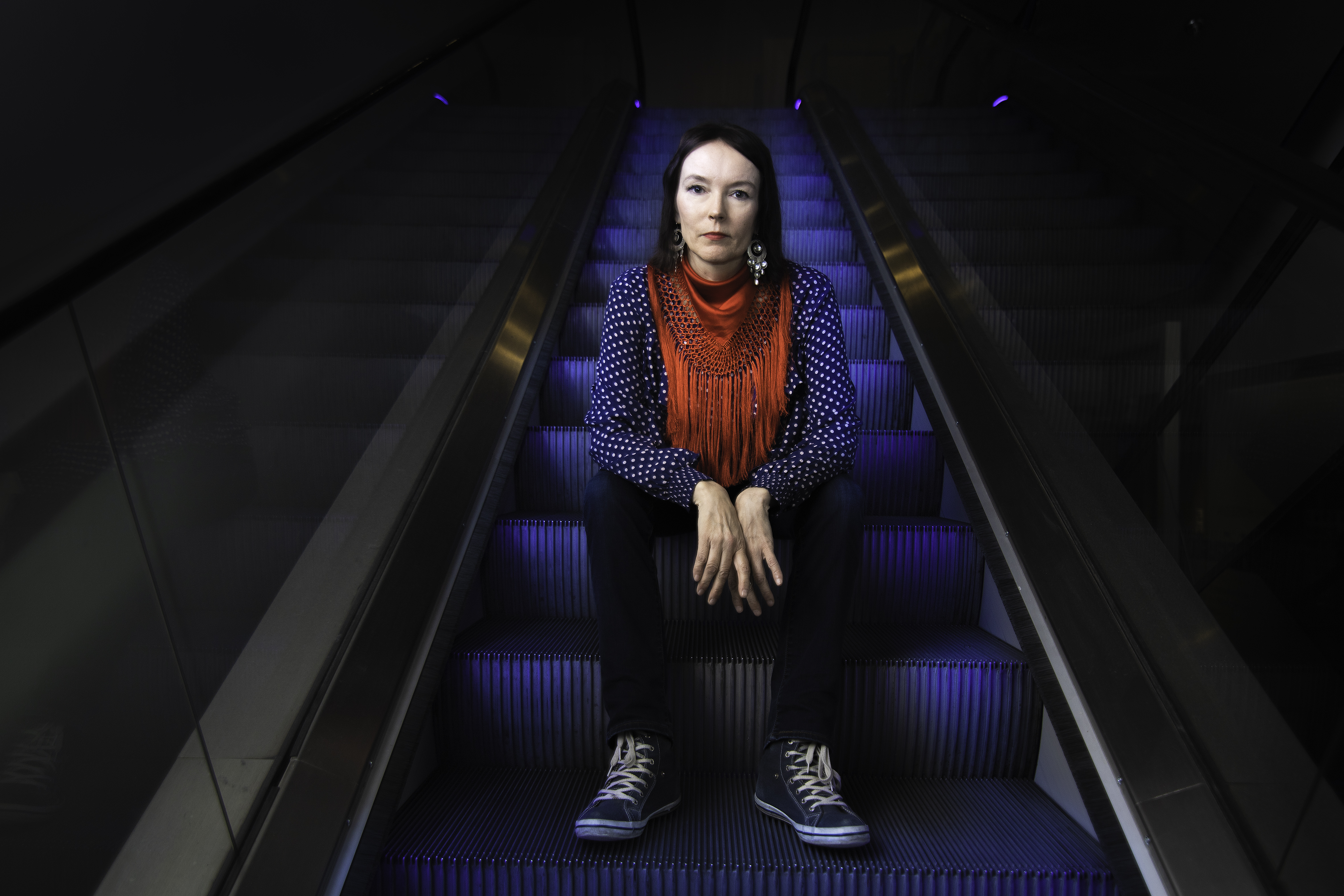
Marja Helander, pristagare 2018

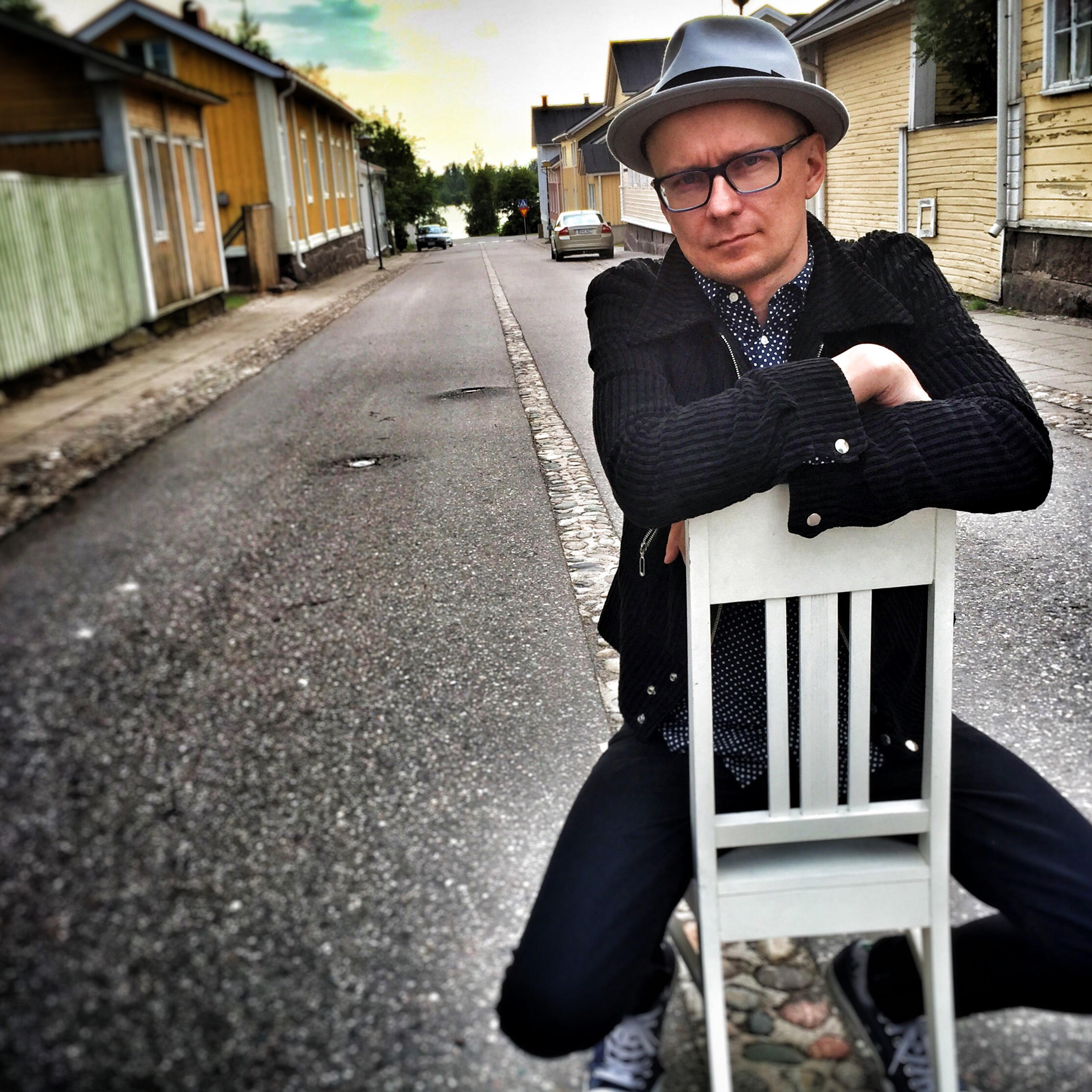
Mika Ronkainen, pristagare 2013

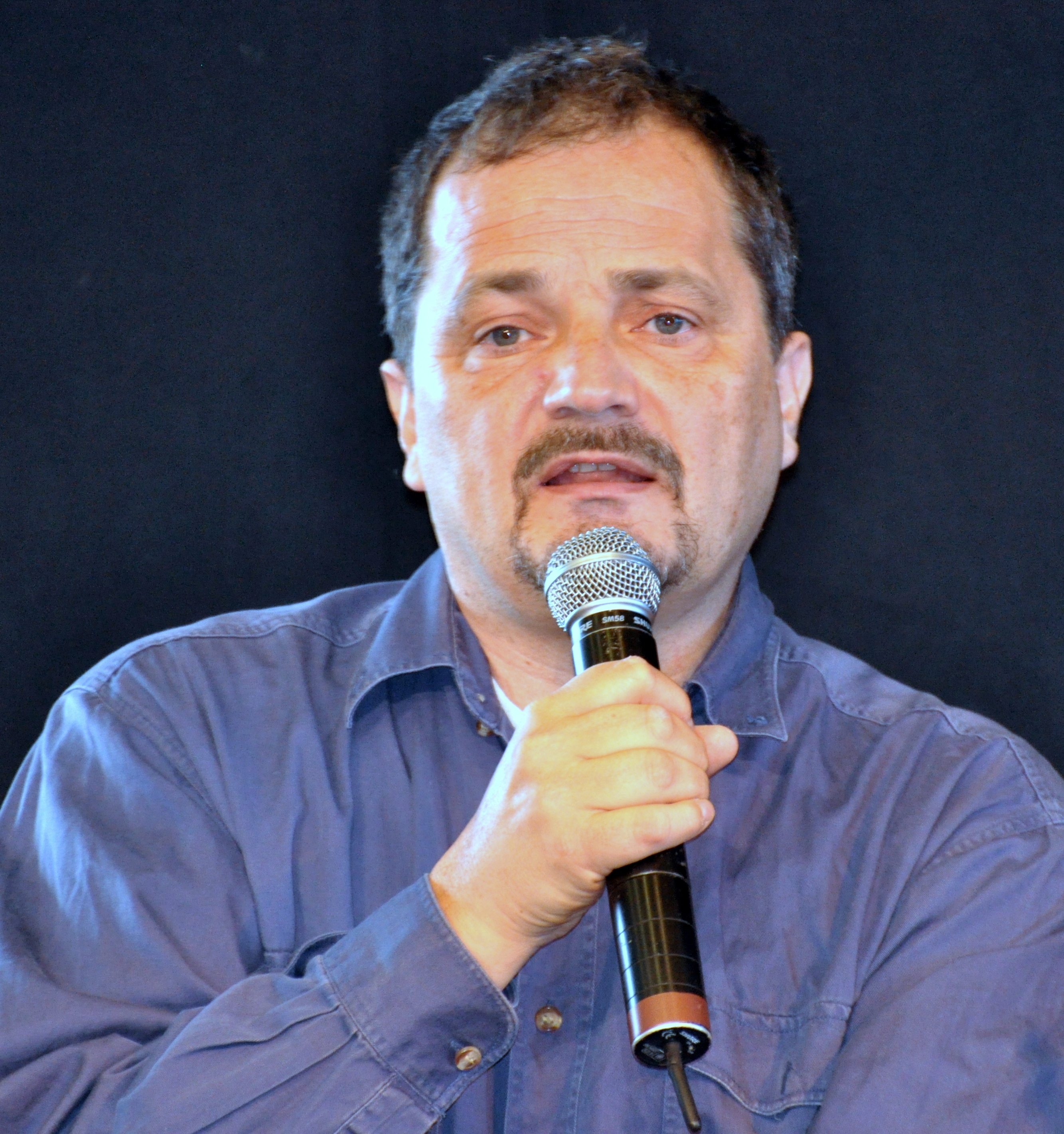
Janne Kuusi, pristagare 2010

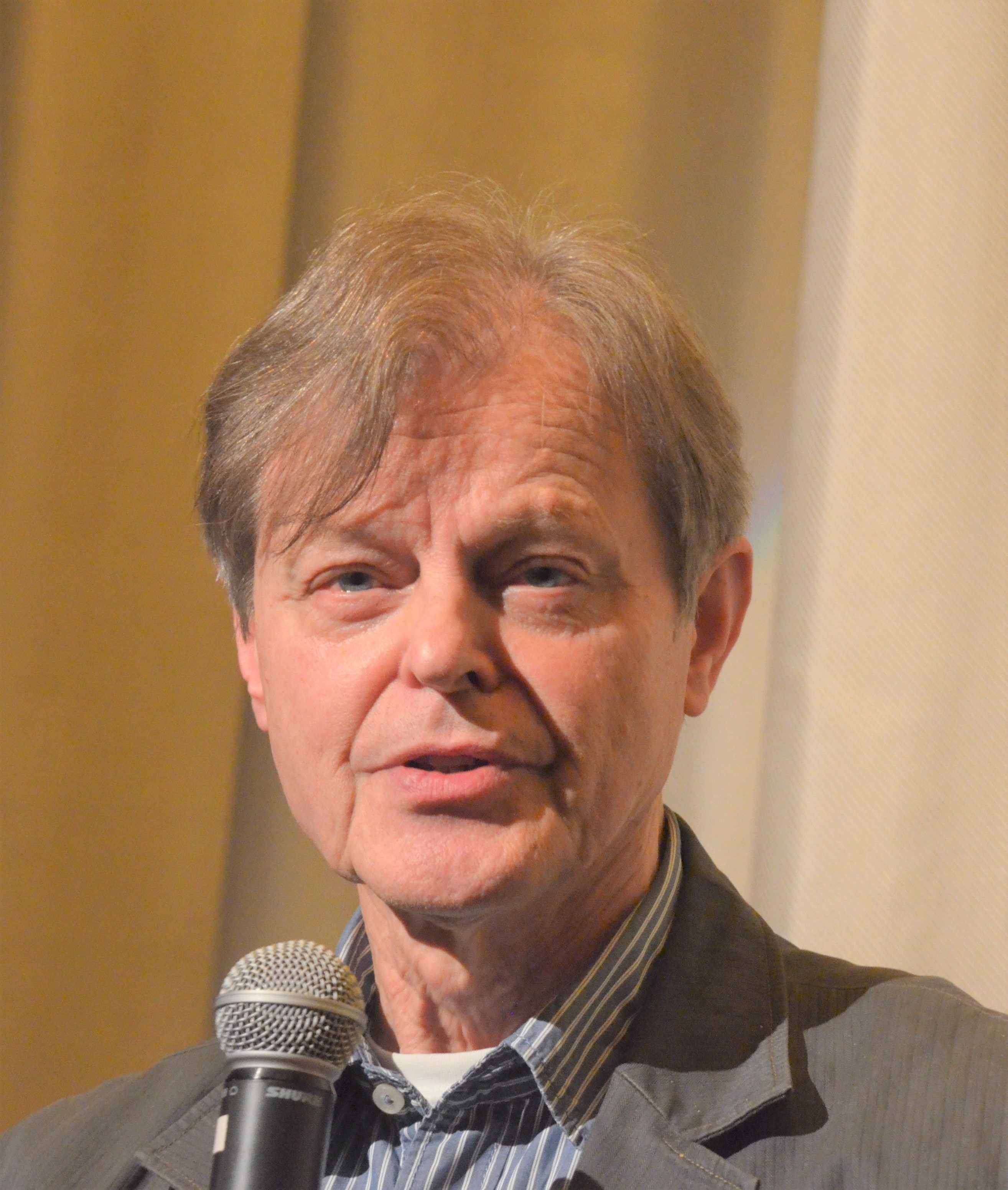
Claes Olsson, pristagare 1986

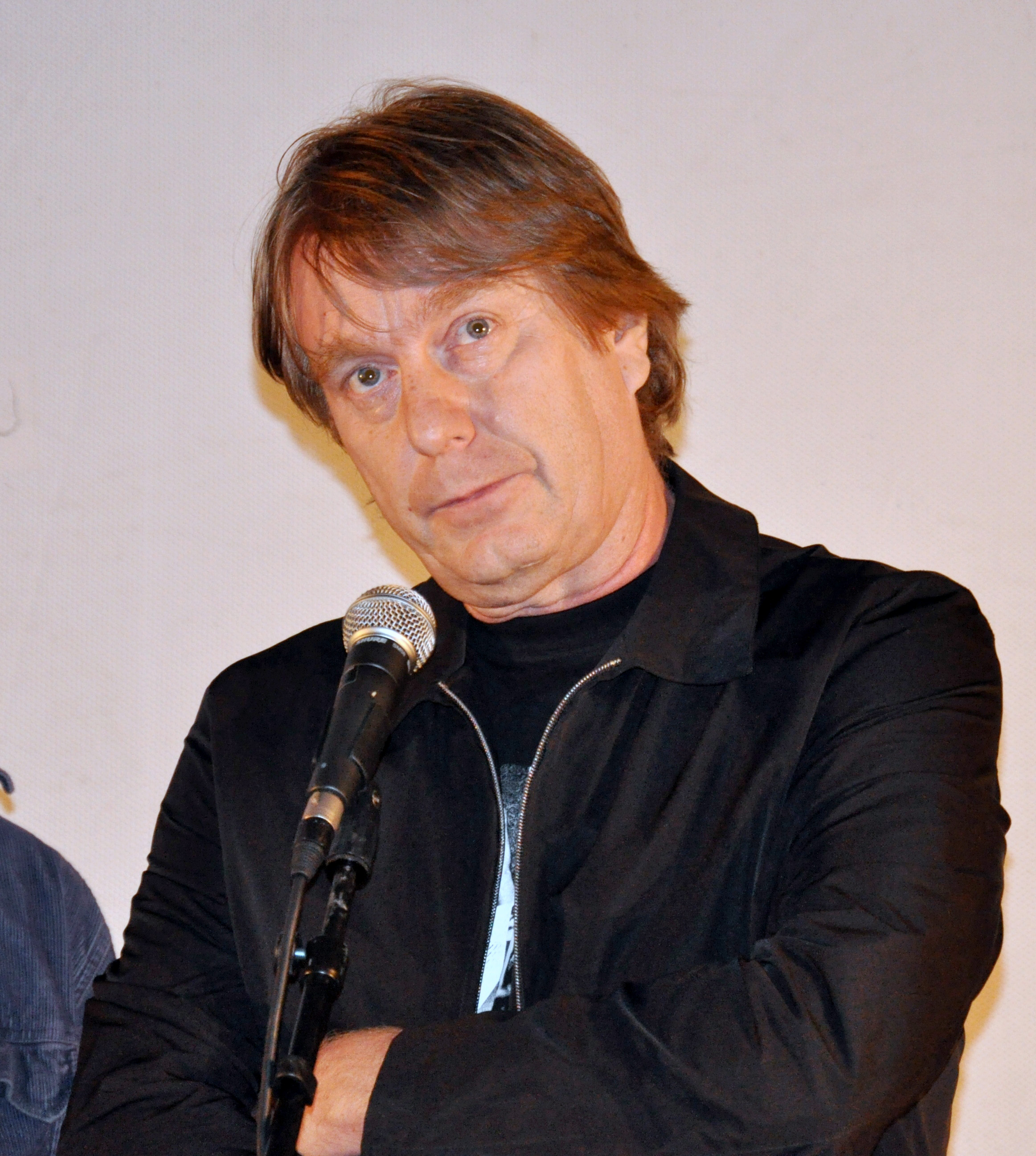
Mika Kaurismäki, pristagare 1981

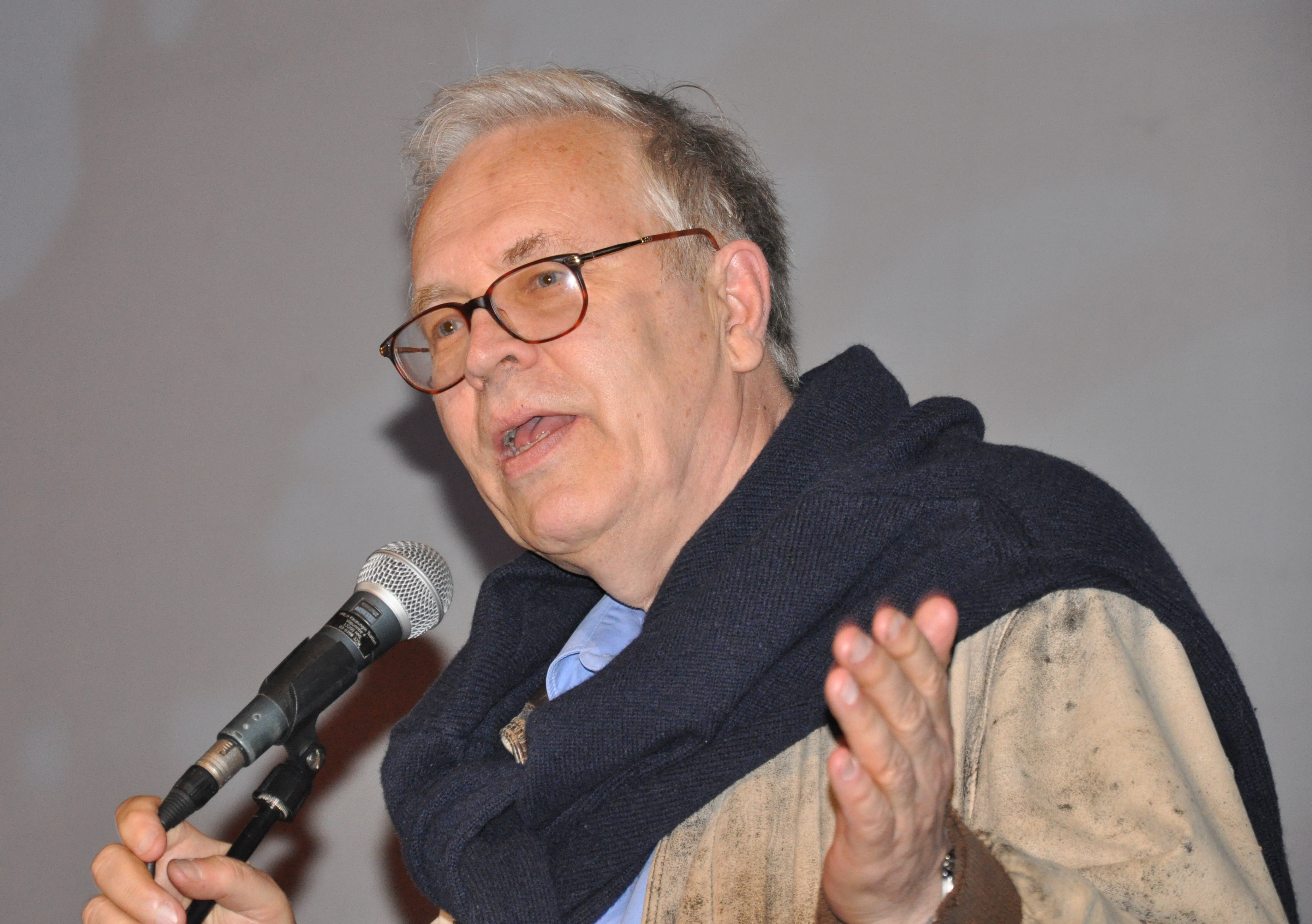
Peter von Bagh, pristagare 1980

Risto Jarva-priset är ett årligt finländskt filmpris för nya finländska kortfilmer. Det har sitt namn efter den finländske filmaren Risto Jarva. 
Pristagaren utses av en jury på tre medlemmar, som utses av Finlands Filmstiftelse. Priset har utdelats vid Tammerfors filmfestival sedan 1979.

## Pristagare
| År   | Film                                             | Filmregissör                          |  |
| ---- | ------------------------------------------------ | ------------------------------------- |  |
| 1979 | Opeta mua rakastamaan                            | Anssi Blomstedt                       |  |
| 1980 | Repe - sirpaleita Reino Helismaan elämästä       | Peter von Bagh                        |  |
| 1981 | The Liar                                         | Mika Kaurismäki                       |  |
| 1982 | Vierailu                                         | Tapani Lundgren                       |  |
| 1983 | Kotirauha                                        | Noora Männistö                        |  |
| 1984 | Sadetanssi                                       | Kari Paljakka                         |  |
| 1985 | 19084                                            | Heikki Paakkanen                      |  |
| 1985 | Bagatelleja opus 2. Doris; Variations 1-3; Klaus | Riitta Nelimarkka, Jaakko Seeck       |  |
| 1986 | Häng dej pojkfan!/Nauru kaulaan nulikka!         | Claes Olsson                          |  |
| 1986 | Laulu                                            | Arto af Hällström, Janne Kuusi        |  |
| 1987 | Hurjan pojan koti                                | KJ. Koski                             |  |
| 1988 | Lauran huone                                     | Kaisa Rastimo                         |  |
| 1989 | Sijainen                                         | Antti Peippo                          |  |
| 1990 | Raseri/Raivo                                     | Peter Lindholm                        |  |
| 1991 | Kuusi tapaa lähestyä naista                      | Jaakko Virtanen                       |  |
| 1992 | Let's Dance                                      | Paul-Anders Simma                     |  |
| 1993 | Onnen maa                                        | Markku Pölönen                        |  |
| 1994 | Rosa Was Here                                    | Kaija Juurikkala                      |  |
| 1995 | Kaupunkisinfonia                                 | Heikki Ahola                          |  |
| 1996 | Taivas ja maa                                    | Tuija Halttunen                       |  |
| 1997 | Qulleq (Traanilamppu)                            | Sakari Kirjavainen                    |  |
| 1998 | Eino ja mä                                       | Pekka Uotila                          |  |
| 1999 | Liemessä                                         | Kaisa Penttilä                        |  |
| 1999 | Sukkien euroelämää                               | John Webster                          |  |
| 2000 | Apinajuttu                                       | Esa Illi                              |  |
| 2001 | Hyppääjä ("Dykaren")                             | PV Lehtinen                           |  |
| 2002 | Turon baari                                      | Janne Kuusi                           |  |
| 2003 | Tähteläiset                                      | Veli Granö                            |  |
| 2004 | Isältä pojalle                                   | Visa Koiso-Kanttila                   |  |
| 2005 | Hiljainen tila                                   | Mervi Junkkonen                       |  |
| 2006 | 365 päivää - Reijo Kelan videopäiväkirja 1999    | Reijo Kela                            |  |
| 2007 | Luonto ja terveys                                | Panu Heikkilä                         |  |
| 2008 | Palnan tyttäret                                  | Kiti Luostarinen                      |  |
| 2009 | Hanasaari A                                      | Hannes Vartiainen, Pekka Veikkolainen |  |
| 2010 | Steam of Life                                    | Joonas Berghäll, Mika Hotakainen      |  |
| 2011 | Sweet Mov(i)e                                    | Jan Ijäs                              |  |
| 2012 | Korsoteoria                                      | Antti Heikki Pesonen                  |  |
| 2013 | Finnish Blood Swedish Heart                      | Mika Ronkainen                        |  |
| 2013 | 6954 kilometriä kotiin                           | Juan Reina                            |  |
| 2014 | Paratiisin avaimet                               | Hamy Ramezan                          |  |
| 2015 | Onni                                             | Sanna Liljander                       |  |
| 2016 | Viikset                                          | Anni Oja                              |  |
| 2017 | Hobbyhorse Revolution                            | Selma Vilhunen                        |  |
| 2018 | Eatnanvuloš lottit                               | Marja Helander                        |  |
| 2019 | Eläinsilta U-3033                                | Milja Viita                           |  |
| 2020 | To Teach a Bird to Fly                           | Minna Rainio och Mark Roberts         |  |
| 2021 | Ellipsis                                         | Marjo Levlin                          |  |
| 2022 | Kuinka käänsin Rabobeston kylkiasentoon          | Mari Mantela                          |  |